# 岩見沢市立栗沢病院
岩見沢市立栗沢病院（いわみざわしりつくりさわびょういん）は、北海道岩見沢市（旧栗沢町）にある医療機関。国民健康保険町立栗沢病院を市町村合併により引き継いだ、岩見沢市が運営する病院である。

## 診療科
- 内科
- 外科
- 整形外科

## 医療機関の指定等
- 救急告示病院

## 関連施設
- 岩見沢市立総合病院 - 岩見沢市が運営している公立病院。
- 岩見沢市立高等看護学院 - 岩見沢市が設立した専修学校。

## 交通アクセス
- JR北海道室蘭本線栗沢駅下車、徒歩約10分。
- 北海道中央バス（岩見沢営業所）「栗沢病院前」下車すぐ。

## 周辺
- 来夢21図書館（岩見沢市立図書館分館）
- 栗沢文化センター
- 岩見沢市立栗沢小学校
- 岩見沢市立栗沢中学校